# بیمارستان گورگاس
بیمارستان گورگاس (به اسپانیایی: Hospital Gorgas) یک بیمارستان در پاناما است که در انکون، پاناما واقع شده‌است.